# Manbij
Manbij (tiếng Ả Rập: منبج; ALA-LC: Manbij; tiếng Circassia: Mumbuj; tiếng Kurd: Mabuk, Minbic; tiếng Syriac cổ điển: ܡܒܘܓ Mabbug; tiếng Hy Lạp: Hierapolis, Bambyce) là thành phố ở tỉnh Aleppo, Syria, cách 30 kilometers về phía tây Euphrates. Theo thống kê của Cục thống kê trung ương (CBS) vào năm 2004, Manbij có số dân đạt 100.000 người. Dân cư chủ yếu là người Ả Rập, người Kurd và người Circassia theo Hồi giáo Sunni.